# Johannes Höffner
Willibald Fürchtegott Johannes Höffner (* 18. März 1868 in Dramburg; † 9. Oktober 1929 in Bomsdorf, Landkreis Guben) war ein deutscher Schriftsteller und Zeitschriftenherausgeber. Er gab ab 1907 das populäre Familienblatt „Daheim“ heraus.

## Leben und Wirken
Höffner war der Sohn des Gymnasial-Oberlehrers Willibald Höffner und dessen Frau Hulda, geb. Block. Er besuchte die Gymnasien in seiner Heimatstadt Dramburg und in Stolp. Anschließend studierte er Theologie, Geschichte und Kunstgeschichte an der Friedrich-Wilhelms-Universität Berlin und an der Universität Halle. Ab 1896 war er als Hilfsprediger zunächst in Bromberg und dann in Gnesen tätig. 1899 erhielt er die Stelle eines Strafanstaltspfarrers in Cottbus.
1907 verließ er den Kirchendienst und wirkte bis 1921 als Herausgeber des populären Familienblatts „Daheim“. Daneben war er Mitherausgeber von „Velhagen & Klasings Monatsheften“. Er veröffentlichte Novellen, Romane und literaturgeschichtliche Schriften.
Höffner heiratete 1897 Klara Gutsche, die später als Schriftstellerin unter dem Namen Klara Hofer schrieb. Aus der Ehe gingen eine Tochter und ein Sohn, der General Hans Höffner  (* 1901; † 1987), hervor.

## Werke (Auswahl)
- Die Treue von Pommern. 1912. (Roman um die pommersche Sagengestalt Hans Lange)
- Goethe und das Weimarer Hoftheater. Kiepenheuer, Weimar 1913.
- O du Heimatflur! Engelhorn, Stuttgart 1916. (Roman)
- Melodie des Herzens. E. Salzer, Heilbronn 1924. (Novellen)